# 呂乂
呂 乂（りょ がい）は、中国三国時代の政治家。字は季陽。荊州南陽郡の出身。父は呂常。子は呂辰・呂雅。　

## 略歴
劉備は入蜀後、塩と鉄の専売で利益を得るため塩府校尉を設置した。塩府校尉となった王連は、呂乂を杜祺・劉幹とともに招聘し典曹都尉に任命した。
その後、呂乂は新都・綿竹の県令を経て、巴西・漢中・広漢・蜀郡の太守を歴任した。後方にあって物資や人員を前線に送り、諸葛亮の北伐を支えた。また、任地の行政は善政と呼べるものであったため、住民から慕われた。
後に中央に召されて尚書となり、延熙9年（246年）に没した董允に代わって尚書令に任命された。職務を滞りなく行い、門の前で人が待つようなことはなかった。贅沢はせず、清廉・謙虚で言葉は少なく、仕事は簡明で煩雑さがなかったので、清能と称された。しかし、法に厳格で法律至上の俗吏を好んで任用したため、以前より評判を落とした。
延熙14年（251年）に死去した。

## 人物
幼少の頃から読書や音楽を好んだ。
父の呂常は劉焉を益州へ送り届けた際、街道が閉鎖され呂乂の元へ帰れなくなったため、呂乂は幼くして父と生き別れになった。
地方にあってその名を称えられ、中央にあってはその名声を落としたのは、前漢の丞相薛宣・黄覇の同類であろうと陳寿は評している。

## 三国志演義
小説『三国志演義』では登場しないが、劉璋の配下に呂義という人物がいる。
初めは劉璋の家臣で、劉備に降伏して定遠将軍・漢中太守に任命された。その後、諸葛亮の北伐に従軍して李恢の副将を務めた。